# Komodo Edit
Komodo Edit là trình soạn thảo mã nguồn mã nguồn mở được ActiveState phát triển và phát hành lần đầu vào tháng 1 năm 2007, ban đầu là phiên bản phần mềm miễn phí của Komodo IDE 4.0, sau đó vào 2008 thì được phát hành với giấy phép nguồn mở.
Năm 2022, quá trình phát triển Komodo Edit và Komodo IDE đã chính thức bị dừng lại. Komodo IDE được phát hành dưới dạng mã nguồn mở theo các điều khoản của Giấy phép Công cộng Mozilla (MPL).

## Lịch sử
Komodo Edit 4.0 được phát hành vào ngày 15 tháng 2 năm 2007, ban đầu là phiên bản phần mềm miễn phí của Komodo IDE 4.0.
Vào ngày 6 tháng 3 năm 2008, ActiveState Software Inc. đã phát hành Komodo Edit 4.3 với giấy phép nguồn mở. Phần mềm này được cấp phép theo Giấy phép Công cộng Mozilla, Giấy phép Công cộng GNU (GPL) và Giấy phép Công cộng GNU Hạn chế (LGPL).
Năm 2022, quá trình phát triển Komodo Edit và Komodo IDE đã chính thức bị dừng lại. Komodo IDE được phát hành dưới dạng mã nguồn mở theo các điều khoản của Giấy phép Công cộng Mozilla.

### Open Komodo
Open Komodo là một phiên bản con của Komodo Edit, với mục tiêu ban đầu là phát triển web. Mã có sẵn từ cuối tháng 10 hoặc đầu tháng 11 năm 2007, với kho lưu trữ mã Open Komodo do ActiveState tạo ra vào tháng 8 năm 2007.
Vào ngày 30 tháng 10 năm 2007, ActiveState Software Inc. đã công bố phát hành Open Komodo. Bản phát hành đầu tiên là 1.0.0 Alpha 1.

### Komodo Snapdragon
Mục tiêu của Komodo Snapdragon là tạo ra một môi trường phát triển mã nguồn mở thúc đẩy các tiêu chuẩn mở trên web. Komodo Snapdragon được xây dựng dựa trên Open Komodo.